# Trecento

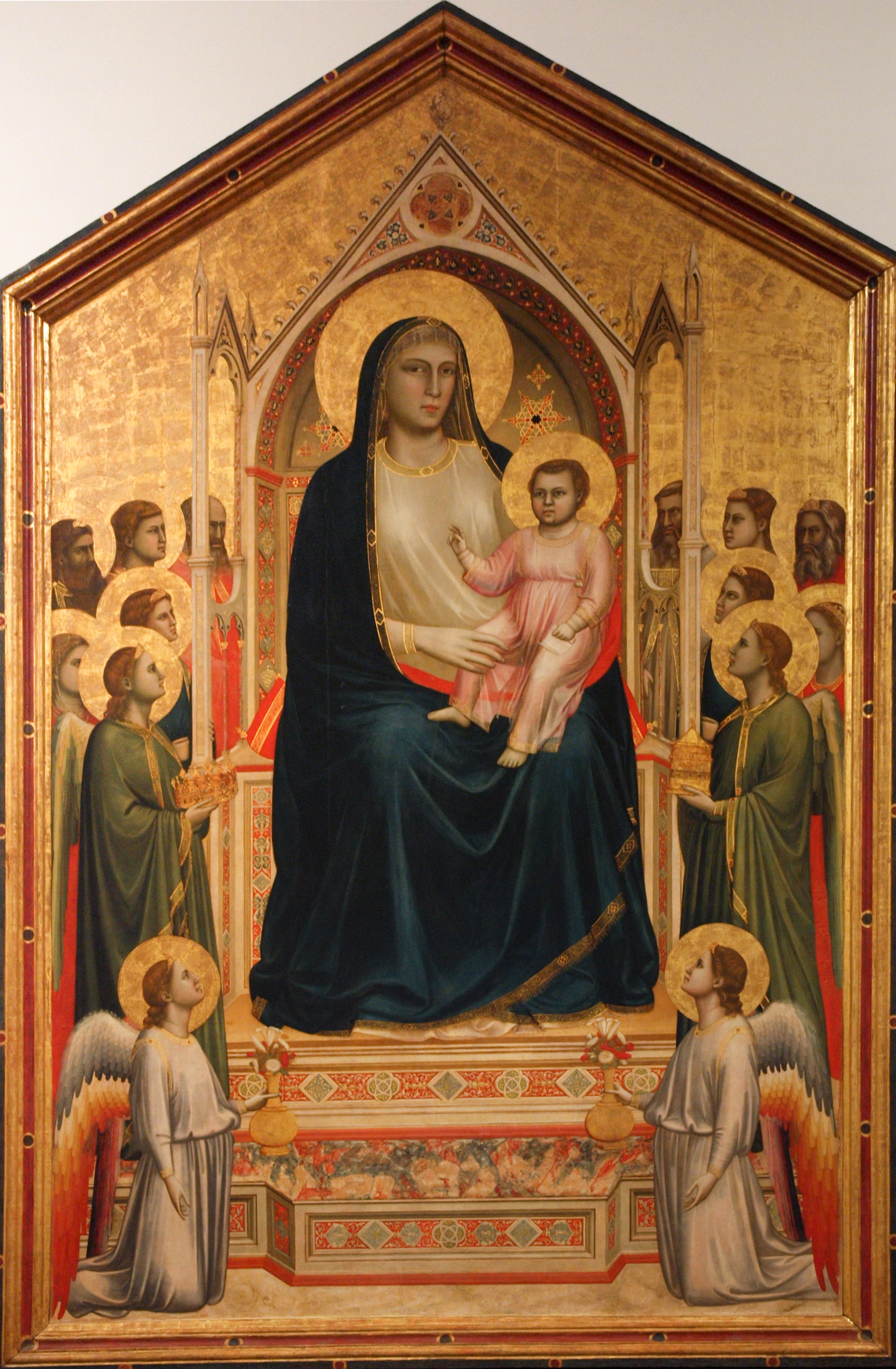
Giotto di Bondone, sog. Madonna Ognissanti, 1310, Uffizien, Florenz

Mit Trecento (italienisch dreihundert) wird in der nicht-italienischen historischen und kunstwissenschaftlichen Forschung die Zeit des 14. Jahrhunderts in Italien (ital. mille trecento, verkürzt trecento) bezeichnet. Mit dem Trecento verbinden sich in der Literatur insbesondere die Werke von Dante, Giovanni Boccaccio und Francesco Petrarca. Für die Kunstgeschichte sind vor allem die Arbeiten der toskanischen Maler Giotto di Bondone, Simone Martini, Pietro und Ambrogio Lorenzetti, Altichiero da Zevio sowie Taddeo und Agnolo Gaddi zu nennen. Zu den bekanntesten Bildhauern dieses Jahrhunderts gehören Niccolò und Giovanni Pisano, Andrea Pisano sowie Andrea Orcagna.
Für die Musikgeschichte ist unter anderem das Trecento-Madrigal von Bedeutung.

## Ausgewählte Literatur zur Kunst des Trecento
- Hans Belting, Dieter Blume: Malerei und Stadtkultur in der Dantezeit. Die Argumentation der Bilder. Hirmer, München 1989, ISBN 3-7774-5030-8.
- Joachim Poeschke: Gotik. In: Die Skulptur des Mittelalters in Italien. Band 2. Hirmer, München 2000, ISBN 3-7774-8400-8.
- Stefan Weppelmann (Hrsg.): Zeremoniell und Raum in der frühen italienischen Malerei. Imhof, Petersberg 2007, ISBN 978-3-86568-260-4.
- Wolf-Dietrich Löhr, Stefan Weppelmann (Hrsg.): Cennino Cennini und die Tradition der toskanischen Malerei von Giotto bis Lorenzo Monaco. Hirmer, München 2008, ISBN 978-3-7774-4115-3.
- Klaus Krüger, Friederike Wille (Hrsg.): Kunst der Dante-Zeit. Diskurse und Figurationen. Wilhelm Fink, Paderborn 2015, ISBN 978-3-7705-4902-3.
- Wolf-Dietrich Löhr: Vorläufige Vollendung. Die Künste in Florenz im 14. Jahrhundert und ihr Erbe. In: Andreas Schumacher (Hrsg.): Florenz und seine Maler. Von Giotto bis Leonardo da Vinci. Hirmer, München 2018, ISBN 978-3-7774-3064-5, S. 27–37.
- Annette Hoffmann, Lisa Jordan, Gerhard Wolf (Hrsg.): Parlare dell’arte nel Trecento. Kunstgeschichten und Kunstgespräch im 14. Jahrhundert in Italien. Deutscher Kunstverlag, Berlin 2020, ISBN 978-3-422-98051-8.